# ロドルフォ・ソネゴ
ロドルフォ・ソネゴ（Rodolfo Sonego、1921年2月27日 カヴァルツァノ - 2000年10月15日 ローマ）は、イタリアの脚本家である。「イタリア式コメディ」の重要人物である。

## 来歴・人物
1921年2月27日、イタリア・ヴェネト州ベッルーノ県カヴァルツァノに生まれる。
1947年、26歳のとき、ジョルジョ・フェローニ監督の『Tombolo, paradiso nero』の共同脚本に参加してデビュー、以来、80本近い脚本に参加した。
2000年10月15日、ローマで死去。79歳没。遺作はトニーノ・チェルヴィ製作・監督による『Il Quaderno della spesa』でチェルヴィにとっても遺作になり、両名の死後、2003年3月7日にイタリアで公開され、同年の第56回カンヌ国際映画祭でも上映された。

## おもなフィルモグラフィ
脚本
- Tombolo, paradiso nero　1947年

監督ジョルジョ・フェローニ、音楽アメデオ・エスコバール、主演アルド・ファブリッツィ
脚本ジョルジョ・フェローニ、インドロ・モンタネッリ、グラウコ・ペレグリーニ、ロドルフォ・ソネゴ、ピエロ・テッリーニ
- 海岸 La Spiaggia　1954年

監督アルベルト・ラットゥアーダ、音楽ピエロ・モルガン、主演マルティーヌ・キャロル
脚本アルベルト・ラットゥアーダ、ルイジ・マレルバ、ロドルフォ・ソネゴ
- わが息子暴君ネロ Mio figlio Nerone　1956年

監督ステーノ、撮影マリオ・バーヴァ、音楽アンジェロ・フランチェスコ・ラヴァニーノ、主演ブリジット・バルドー
脚本サンドロ・コンチネンツァ、ディエゴ・ファッブリ、ウーゴ・グエッラ、ロドルフォ・ソネゴ、ステーノ
- 青い海岸 / コート・ダジュール Costa Azzurra　1959年

監督ヴィットリオ・サラ、音楽ロベルト・ニコロッシ、主演エルザ・マルティネリ
脚本オッタヴィオ・アレッシ、ウーゴ・グエッラ、ロドルフォ・ソネゴ、ヴィットリオ・サラ
- 私は宇宙人を見た Il disco volante　1964年

監督ティント・ブラス、音楽ピエロ・ピッチオーニ、製作ディノ・デ・ラウレンティス、
出演アルベルト・ソルディ、モニカ・ヴィッティ、エレオノラ・ロッシ＝ドラゴ、シルヴァーナ・マンガーノ
- Guglielmo il dentone　1965年

監督ルイジ・フィリッポ・ダミーコ、音楽アルマンド・トロヴァヨーリ、主演アルベルト・ソルディ
脚本アルベルト・ソルディ、ロドルフォ・ソネゴ
オムニバス『おとぼけ紳士録 I complessi』（参加監督ディーノ・リージ、フランコ・ロッシ、ルイジ・フィリッポ・ダミーコ）の一篇　
- 結婚大追跡 La ragazza con la pistola　1968年

監督マリオ・モニチェリ、音楽ペッピノ・デ・ルーカ、主演モニカ・ヴィッティ
脚本ロドルフォ・ソネゴ、ルイジ・マーニ
- 華麗なる堕落の世界 / 続・サテリコン Satyricon　1968年　※フェリーニの『サテリコン』より先に製作されている

監督ジャン・ルイジ・ポリドロ、原作ペトロニウス、音楽カルロ・ルスティケッリ、製作アルフレード・ビニ
出演ティナ・オーモン、ドン・バッキー、フランコ・ファブリッツィ、グラッツィエラ・グラナータ、ヴァレリー・ラグランジェ、ウーゴ・トニャッツィ
- 鏡の向う側 L'Attenzione　1987年

監督ジョヴァンニ・ソルダーティ、原作アルベルト・モラヴィア、音楽ピノ・ドナッジオ、主演ステファニア・サンドレッリ
脚本ロドルフォ・ソネゴ、レナーネ・コロッナ、ジョヴァンニ・ソルダーチ
- Il Quaderno della spesa　2003年　※遺作

監督・製作トニーノ・チェルヴィ（遺作）、音楽ヴィンチェ・テンペラ、主演ガブリエーレ・ラヴィア
脚本トニーノ・チェルヴィ、チェザーレ・フルゴーニ、ロドルフォ・ソネゴ、脚本協力アントネッロ・リナルディ